# Bloomingdale (Florida)
Bloomingdale è un census-designated place (CDP) degli Stati Uniti d'America, nella contea di Hillsborough.